# Jimmy Angana
Jimmy Angana (ur. 14 lipca 1980) – filipiński zapaśnik walczący w stylu wolnym. 
Zajął 30. miejsce na mistrzostwach świata w 2007. Złoty medalista igrzysk Azji Południowo-Wschodniej w 2006 i 2009, srebrny w 2003 i 2007, brązowy w 2011. Dziesiąty na igrzyskach azjatyckich w 2006 i dwunasty w 2010 roku.